# Lombardia
Lombardia (tiếng Ý: Lombardia [lombarˈdiːa]; tiếng Lombard: Lombardia, phát âm: (Tây Lombard) /lumbarˈdiːa/, (Đông Lombard) /lombarˈdeːa/) là một vùng nằm ở Bắc Ý, với diện tích 23.844 km vuông (9,206 sq mi). 10 triệu người, tức 1/6 dân số toàn nước Ý, sống tại Lombardia và 1/6 GDP xuất phát từ vùng này, khiến nó trở thành vùng đông dân nhất và giàu có nhất nước Ý. Milano, thủ phủ Lombardia, là thành phố lớn thứ nhì và là vùng đô thị lớn nhất đất nước.
Đây là tâm đại dịch COVID-19 của Ý.

## Các tỉnh
Vùng này được chia thành 12 tỉnh:
| Bản đồ           | Tên       | Dân số    | Số đô thị |
| ---------------- | --------- | --------- | --------- |
|                  | Bergamo   | 1.022.428 | 244       |
| Brescia          | 1.109.841 | 206       |           |
| Como             | 507,500   | 162       |           |
| Cremona          | 335,950   | 115       |           |
| Lecco            | 311.452   | 90        |           |
| Lodi             | 209.874   | 61        |           |
| Mantua           | 377.887   | 70        |           |
| Milano           | 3.893.959 | 189       |           |
| Monza và Brianza | 766.941   | 50        |           |
| Pavia            | 493.829   | 190       |           |
| Sondrio          | 176.769   | 78        |           |
| Varese           | 812.934   | 141       |           |